# MagicISO
MagicISO (también conocido como MagicISO Maker) es una utilidad de imágenes CD/DVD shareware que permite extraer, editar, crear y grabar archivos de imágenes de disco. Ofrece la posibilidad de convertir entre ISO y CUE/BIN y su propiedad de formato de imagen .uif.
Además de ser capaz de editar el contenido de las imágenes de disco sin descomprimir,  puede crear una imagen de disco de un CD/DVD-ROM existente. También pueda hacer bootable archivos de imagen (con la extensión de archivo .bif). MagicISO puede montar imágenes de disco con el complemento MagicISO Virtual CD/DVD Director.
La versión de prueba no permite manejar imágenes de disco más grandes que 300 MB.

## Formato de Imagen universal
Universal Image Format (Formato de Imagen Universal  o UIF es un formato de imagen de disco propietario para CD y DVD diseñado para MagicISO. Comparado con los formatos de imagen más sencillos como .iso Y .bin, UIF añade compresión, encriptación de contraseña, MD5 checksums e imágenes multisesión.

## Problemas con MagicISO
MagicISO soporta archivos CIF creado por Easy CD Creator, aunque sólo datos de CDs (compatibles con ISO 9660), no CD de audio. MagicISO también instala un menú de contexto a través del archivo C:\MagicISO\misosh64.dll (si está instalado en el directorio por defecto) en el cual no es quitado cuando se desinstala el software, y no es fácil quitarlo.

## MagicDisc
MagicDisc, a veces conocido como MagicISO Virtual CD/DVD Manager es una utilidad para gestionar unidades virtuales, contraparte de MagicISO, la cual es gratis. Es una descarga independiente necesaria para montar discos duros virtuales. MagicDisc también puede descomprimir imágenes UIF a imágenes ISO.
A diferencia de MagicISO, MagicDisc no tiene soporte para archivos .daa los cuales son producidos por PowerISO.